# Slaveri i Kina

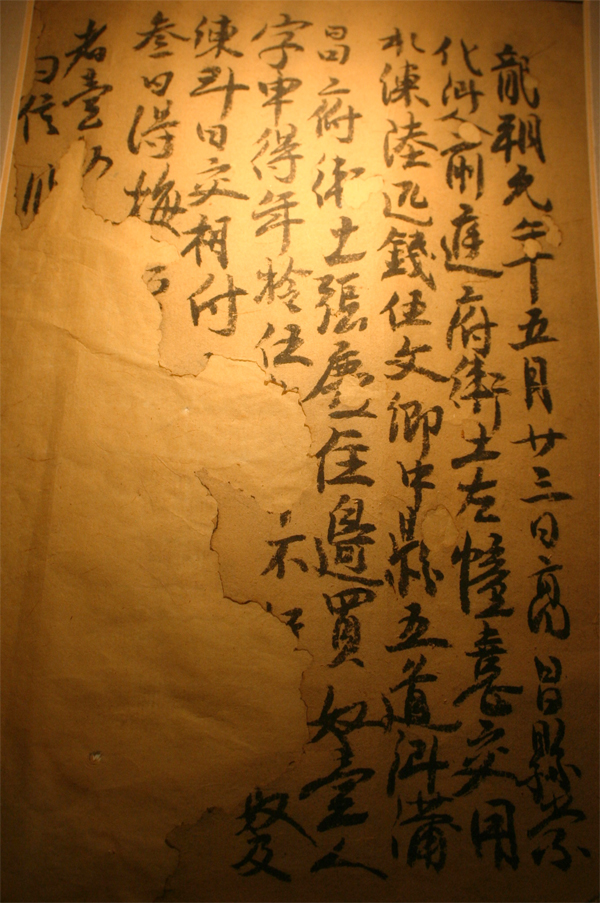
Chinese Slave trade

Slaveri i Kina förbjöds slutligen formellt år 1910,  men fortsatte i praktiken fram till 1949.
Slaveriet existerade under hela Kinas dokumenterade historia fram till 1900-talet, men det var alltid ett fenomen på marginalen, eftersom Kinas starka feodala system gjorde att eliten kunde använda bondebefolkningen för det grovarbete som slavarbetskraft annars hade utfört. 

## Historik
Slaveriet i Kina har varierat över tiden. Uppskattningsvis fem procent av befolkningen var förslavad i Handynastins Kina (200-tal), inklusive de slavar som hämtats från Filippinerna, och de flesta av slavarna va då statliga. Vid denna tid förekom slaveri som bestraffningsmetod inom rättssystemet. De förekom även en viss slavhandel med andra länder, och som gåvor från tributstater.
I Kina utgjorde slavar normalt sett en minoritet av befolkningen. Det starka feodalsystemet, som tvingade bondebefolkningen att arbeta för godsägarna, gjorde att det inte fanns något behov av ett regelrätt slaveri i större skala. Däremot förekom en minoritet slavar inom hushållen och sexindustrin. Dessutom var hovens eunucker slavar, och dessa kunde vid hoven uppgå till ett stort antal. Under tangdynastin förekom en slavhandel med utlandet, främst flickor från Vietnam och Korea, för sexuella ändamål. Under manchudynastins tid kallades slavarna – som vid denna tid var närmast synonymt med hushållsslavar – för booi aha.
Mellan 1723 och 1730 frigav kejsaren majoriteten av Kinas slavar i en reform med syftet att stärka kejsarmakten genom att jämna ut de sociala klyftorna. Slaveriet som sådant avskaffades dock inte, även om slavarna efter detta utgjorde en ännu mindre minoritet av befolkningen. Under 1800-talet växte istället det slavliknande kulisystemet som ersatte slaveriet, och kulierna exporterades även till andra länder.
Slaveriet i Kina avskaffades slutgiltigt år 1909; lagen trädde i kraft året därpå, men i praktiken förekom slaveri fram till 1949. Mui Tsai-slaveriet tillhörde de sista formerna av slaveri som praktiserades i Kina.